# (4427) Burnashev
(4427) Burnashev es un asteroide perteneciente al cinturón de asteroides, descubierto el 30 de agosto de 1971 por Tamara Mijáilovna Smirnova desde el Observatorio Astrofísico de Crimea (República de Crimea).

## Designación y nombre
Designado provisionalmente como 1971 QP1. Fue nombrado Burnashev en honor al astrónomo soviético ruso Vladislav Ivánovich Burnashev y su esposa también astrónoma Bela Burnasheva.